# Metacirolana fishelsoni
Metacirolana fishelsoni är en kräftdjursart som först beskrevs av Bruce och Jones 1978.  Metacirolana fishelsoni ingår i släktet Metacirolana och familjen Cirolanidae.
Artens utbredningsområde är Röda havet. Inga underarter finns listade i Catalogue of Life.